# Virus satélite
Un virus satélite es un virus o también un agente subviral formado por ácido nucleico que depende de la coinfección de la célula huésped por un virus auxiliar (helper o máster) para replicarse; obteniendo de ellos las enzimas faltantes en su genoma, las cuales son necesarias para lograr replicarse. Mayormente se hallan en los virus de plantas, protozoos y bacterias, pero también se han detectado un puñado en virus que infectan otro tipo de organismo como hongos, animales y arqueas. Los virus satélite pueden considerarse simbiontes y en cuanto a la relación con su virus auxiliar pueden ser parásitos o comensalistas. Los virus satélite también sirven como un medio de transferencia horizontal de genes entre los virus de los cuales dependen.
El Comité Internacional de Taxonomía de Virus ha establecido ocho taxones de virus satélite: Ribozyviria, Virophaviricetes, Alphasatellitidae, Tolecusatellitidae, Sarthroviridae, Tombendovirales, Tomasoviridae y Parvoviridae. No obstante todavía quedan numerosos virus satélite que no han sido clasificados en taxones.

## Descripción

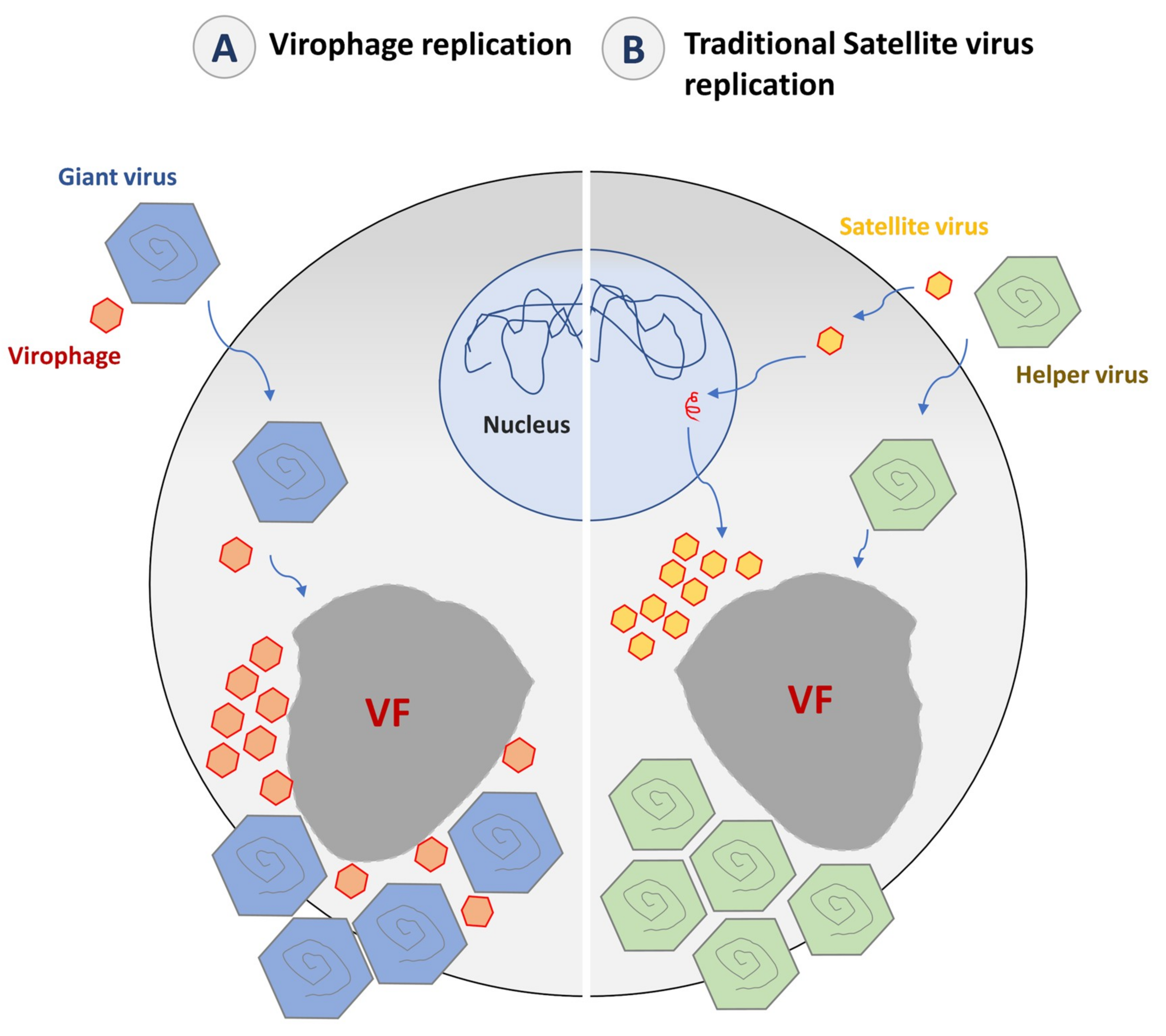
Ciclo replicativo de los virus satélite.

Hablamos de un virus satélite, cuando, a pesar de sus limitaciones, el genoma del virus es capaz de codificar una proteína de cubierta en la que se introduce el ácido nucleico. Aunque su genoma no guarda relación con el del helper, el virus satélite sí depende de las enzimas de éste para replicarse. Un ejemplo es el virus satélite del mosaico del tabaco, que utiliza al virus del mosaico del tabaco para llevar a cabo su replicación.
Si un virus satélite inhibe la correcta replicación de este (como el virus satélite del mamavirus), es denominado virófago. No obstante, el uso de los términos virus satélite o virófago puede llegar a ser confuso debido a la falta de diferencias claras entre los clásicos virus satélite y los recientemente descubiertos virófagos.

## Historia del descubrimiento
El virus del mosaico del tabaco fue el que condujo al descubrimiento del primer virus satélite en 1962. Los científicos descubrieron que el primer satélite tenía los componentes para fabricar su propia cápside proteica. Unos años más tarde, en 1969, los científicos descubrieron otra relación simbiótica con el neopvirus del anillo de tabaco (TobRV) y otro virus satélite.
Un virus satélite importante para la salud humana que demuestra la necesidad de la coinfección de replicarse e infectar dentro de un huésped es el virus que causa la hepatitis D. El virus de la hepatitis D o delta (HDV) fue descubierto en 1977 por Mario Rizzetto y se diferencia de la hepatitis A, B y C porque requiere partículas virales del virus de la hepatitis B (VHB) para replicarse e infectar las células del hígado. El VHB proporciona un antígeno de superficie, HBsAg , que el HDV utiliza para crear una superinfección que produce insuficiencia hepática. HDV se encuentra en todo el mundo, pero es más frecuente en África, Oriente Medio y el sur de Italia.

## Taxonomía
Los virus satélites se clasifican de la siguiente manera:
- Virus satélite
  - Virus satélite de ARN monocatenario
    - Familia Tonesaviridae
    - Orden Tombendovirales
      - Familia Pamosaviridae
      - Familia Sarthroviridae
      - Familia Tomosaviridae

  - Virus satélite de ADN monocatenario
    - Familia Parvoviridae
      - Género Dependovirus

  - Clase Virophaviricetes – Virus satélite de ADN bicatenario o virófago
    - Familia Ruviroviridae
    - Familia Maviroviridae
    - Familia Sputniviroviridae
    - Orden Piklausovirales
      - Familia Burtonviroviridae
      - Familia Dishuiviroviridae
      - Familia Gulliviroviridae
      - Familia Omnilimnoviroviridae
- Satélites de ácidos nucleicos
  - Satélites de ADN monocatenario
    - Familia Alphasatellitidae – Alfasatélites
      - Geminialphasatellitinae
        - Ageyesisatellite
        - Clecrusatellite
        - Colecusatellite
        - Draflysatellite
        - Gosmusatellite
        - Somasatellite
        - Whiflysatellite

      - Nanoalphasatellitinae
        - Clostunsatellite
        - Fabenesatellite
        - Milvetsatellite
        - Mivedwarsatellite
        - Sophoyesatellite
        - Subclovsatellite

      - Petromoalphasatellitinae
        - Babusatellite
        - Cocosatellite
        - Coprasatellite
        - Kobbarisatellite
        - Muscarsatellite

    - Familia Tolecusatellitidae
      - Género Betasatellite – Betasatélites
      - Género Deltasatellite – Deltasatélites

  - Satélites de ARN bicatenario
    - Satélite de ARN del virus M de Saccharomyces cerevisiae
    - Satélite de ARN del virus M21 de Saccharomyces paradoxus
    - Satélite de ARN del virus T1 de Trichomonas vaginalis
    - Satélite de ARN del virus de Leptomonas phyrrhocoris
    - Satélite de ARN del virus del olivo
    - Satélite de ARN del virus del mosaico tupido de Etiopia
    - Satélite de ARN del fago phi12 de Pseudomonas aeruginosa

  - Satélites de ARN monocatenario
    - Subgrupo 1: Satélites de ARN de gran tamaño
      - Satélite de ARN de gran tamaño del virus del mosaico del género Arabis
      - Satélite de ARN del virus del mosaico del bambú
      - Satélite de ARN de gran tamaño del virus del moteado amarillo de la achicoria
      - Satélite de ARN del virus latente de la vid búlgara
      - Satélite de ARN del virus del abanico de la vid
      - Satélite de ARN del virus latente de los anillos del género Myrobalan
      - Satélite de ARN del virus de los anillos negros del tomate
      - Satélite de ARN del virus de los anillos de la remolacha

    - Subgrupo 2: Satélites de ARN lineales pequeños
      - Satélite de ARN del virus del mosaico del pepino
      - Satélite de ARN del virus de los anillos del género Cymbidum
      - Satélite de ARN del virus del mosaico de la excrecencia de la hoja del género Pisum
      - Satélite de ARN del virus del rosetón del cacahuete
      - Satélite de ARN pequeño del virus del mosaico del género Panicum
      - Satélite de ARN del virus del enanismo del maní
      - Satélite de ARN del virus de la arruga del nabo
      - Satélite de ARN del virus del enanismo del tomate, B10
      - Satélite de ARN del virus del enanismo del tomate, B1

    - Subgrupo 3: Satélites de ARN circular o virusoide (dominio Ribozyviria)
      - Familia Kolmioviridae
        - Género Daazyvirus
        - Género Dagazyvirus
        - Género Daletvirus
        - Género Dalvirus
        - Género Deltavirus
        - Género Deelvirus
        - Género Dobrovirus
        - Género Thurisazvirus